# Całkiem nowa bajka
Całkiem nowa bajka – singel polskiej grupy w składzie: Igo, Kaśka Sochacka, Mrozu, Artur Rojek, Brodka, Ralph Kaminski, Bedoes oraz Sokół, promujący film Akademia pana Kleksa. Singel został wydany 17 listopada 2023.
Kompozycja znalazła się na 3. miejscu listy OLiA, najczęściej odtwarzanych utworów w polskich rozgłośniach radiowych. Nagranie otrzymało w Polsce status diamentowego singla, przekraczając liczbę 250 tysięcy sprzedanych kopii.

## Geneza utworu i historia wydania
Utwór napisali i skomponowali Krzysztof Gradowski, Dominic Buczkowski-Wojtaszek, Patryk Kumór, Borys Przybylski, Wojtek Sokół i Emilian Waluchowski.
Singel ukazał się w formacie digital download 17 listopada 2023 w Polsce za pośrednictwem wytwórni płytowej Open Mind One w dystrybucji Sony Music Entertainment Poland. Piosenka została nagrana do filmu fabularnego Akademia pana Kleksa (2023) w reżyserii Macieja Kawulskiego i umieszczona na ścieżce dźwiękowej – Akademia pana Kleksa.
Utwór znalazł się na polskiej składance Największe przeboje Pana Kleksa (wydana 23 lutego 2024).

## „Całkiem nowa bajka” w stacjach radiowych
Nagranie było notowane na 3. miejscu w zestawieniu OLiA, najczęściej odtwarzanych utworów w polskich rozgłośniach radiowych.

## Teledysk
Do utworu powstał teledysk w reżyserii Macieja Kawulskiego, który udostępniono w dniu premiery singla za pośrednictwem serwisu YouTube.

## Lista utworów
- Digital download[2]

1. „Całkiem nowa bajka” – 3:13

## Notowania

### Pozycje na listach sprzedaży
| Kraj   | Lista (2023–24)          | Najwyższa pozycja |
| ------ | ------------------------ | ----------------- |
| Polska | Billboard Poland Songs   | 3                 |
| Polska | OLiS – single w streamie | 4                 |

### Pozycja na liście airplay
| Kraj   | Lista (2023–24)                | Najwyższa pozycja |
| ------ | ------------------------------ | ----------------- |
| Polska | OLiS – oficjalna lista airplay | 3                 |

### Pozycje na listach rocznych
| Kraj   | Lista (2024)                   | Pozycja |
| ------ | ------------------------------ | ------- |
| Polska | OLiS – single w streamie       | 22      |
| Polska | OLiS – oficjalna lista airplay | 40      |

## Certyfikaty
| Kraj          | Certyfikat       | Sprzedaż |
| ------------- | ---------------- | -------- |
| Polska (ZPAV) | diamentowa płyta | 250 000+ |

## Wyróżnienia
| Rok  | Konkurs                  | Kategoria                   | Rezultat    |
| ---- | ------------------------ | --------------------------- | ----------- |
| 2023 | Gorąca 100               | 100 największych hitów 2023 | 58. miejsce |
| 2023 | Przebój roku RMF FM 2023 | Przebój roku                | 11. miejsce |
| 2024 | Gorąca 100               | 100 największych hitów 2024 | Nominacja   |